# Diplonevra tangeriana
Diplonevra tangeriana är en tvåvingeart som beskrevs av Becker 1913. Diplonevra tangeriana ingår i släktet Diplonevra och familjen puckelflugor.
Artens utbredningsområde är Marocko. Inga underarter finns listade i Catalogue of Life.